# Aage Henriksen
|  | Denne artikel handler om en dansk litteraturforsker. For politikeren med samme navn, se Aage Henriksen (politiker). |
Aage Henriksen (født 25. april 1921 på Frederiksberg, død 25. november 2011) var en dansk litteraturforsker. Han var far til digteren Morten Henriksen.
Henriksen blev dr.phil. på afhandlingen Kierkegaards Romaner (1954), og i 1968 blev han professor i nordisk litteratur ved Københavns Universitet, hvilket han var til sin pensionering i 1990. Han var en usædvanlig skikkelse i den akademiske verden, og hans venskab med Karen Blixen 1953-61 prægede hans forskning og undervisning, der ofte var fokuseret på temaer som bevidsthedsudvidelse, individuation og esoterisk visdom. Hans møde med Blixen er bl.a. beskrevet i De ubændige (1984), og hans ønske om at kunne beskrive sine erfaringer førte ham til Goethe.
Hans interesseområde har ud over Blixen og Søren Kierkegaards forfatterskaber været romantikken, f.eks. Den rejsende. Otte kapitler om Baggesen og hans tid (1961) om Jens Baggesen m.fl. Andre forfattere i hans forfatterskab er N.F.S. Grundtvig, Sophus Claussen og Henrik Ibsen.
Aage Henriksen var sammen med Johan Fjord Jensen grundlægger af tidsskriftet Kritik (1967), ligesom hans kreds var den drivende kraft bag udgivelsen af en firebinds Ideologihistorie (1975-76).
Henriksen døde i 2011 og blev bisat fra Humlebæk Kirke.

## Hædersbevisninger
- 1962 Louisiana-Prisen
- 1964 Jens Baggesen-prisen
- 1969 Georg Brandes-Prisen (tildelt for grundlæggelsen af tidsskriftet Kritik)
- 1986 Dansk Forfatterforenings H.C. Andersen Legat
- 1987 Selskabet for de skiønne og nyttige Videnskabers Pris
- 1991 Statens Kunstfond: Livsvarig kunstnerydelse
- 2003 Rungstedlund-prisen